# Wahlen zum Repräsentantenhaus der Vereinigten Staaten 1984
Bei den Wahlen zum Repräsentantenhaus der Vereinigten Staaten 1984 wurden am 6. November 1984 die Abgeordneten des Repräsentantenhauses der Vereinigten Staaten gewählt. Die Wahlen waren Teil der allgemeinen Wahlen zum 99. Kongress der Vereinigten Staaten in jenem Jahr, bei denen auch ein Drittel der US-Senatoren gewählt wurden. Gleichzeitig fand auch die Präsidentschaftswahl des Jahres 1984 statt, die der republikanische Amtsinhaber Ronald Reagan gewann.
Die Zahl der zu wählenden Abgeordneten betrug 435. Die Sitzverteilung basierte auf der Volkszählung von 1980.
Bei den Wahlen ergab sich ein leichter Verlust für die Demokraten, die den Republikanern 16 Sitze überlassen mussten. Trotzdem konnten sie mit nun 254 Kongressabgeordneten ihre absolute Mehrheit in diesem Gremium behaupten. Aus dem Ergebnis ist aber kein allgemeiner Trend abzulesen. Die Republikaner gewannen zwar mit dem inzwischen populären Ronald Reagan auch die Präsidentschaftswahlen, mussten im Senat aber zwei Sitze abgeben. Allerdings behielten sie dort die absolute Mehrheit. Im Großen und Ganzen gesehen änderten sich die Mehrheitsverhältnisse in beiden Kongresskammern nur leicht und veränderten nichts an den vorher bestehenden Verhältnissen.

## Wahlergebnis
- Demokratische Partei 254 (269) Sitze
- Republikanische Partei 181 (166) Sitze

Gesamt: 435 (435)
In Klammern sind die Ergebnisse der letzten Wahl zwei Jahre zuvor. Veränderungen im Verlauf der Legislaturperiode, die nicht die Wahlen an sich betreffen, sind bei diesen Zahlen nicht berücksichtigt, werden aber im Artikel über den 99. Kongress im Abschnitt über die Mitglieder des Repräsentantenhauses bei den entsprechenden Namen der Abgeordneten vermerkt. Daher kommt es in den Quellen gelegentlich zu unterschiedlichen Angaben, da manchmal Veränderungen während der Legislaturperiode in die Zahlen eingearbeitet wurden und manchmal nicht. Das angeführte Wahlergebnis basiert auf der unten angeführten Quelle (Party Divisions).